# Bure-les-Templiers
Bure-les-Templiers é uma comuna francesa na região administrativa da Borgonha-Franco-Condado, no departamento de Côte-d'Or. Estende-se por uma área de 32,5 km². Em 2010 a comuna tinha 134 habitantes (densidade: 4,1 hab./km²).